# John Maynard Keynes
John Maynard Keynes, efter 1942 Baron Keynes of Tilton (Lord Keynes), född 5 juni 1883 i Cambridge i Cambridgeshire, död 21 april 1946 i Tilton nära Firle i East Sussex, var en brittisk nationalekonom och filosof. Han var son till John Neville Keynes. 
John Maynard Keynes är främst känd för bidrag till nationalekonomisk teoribildning. Han argumenterade bland annat för en aktiv finans- och stabiliseringspolitik. Detta uppfattades på 1930-talet som en intellektuell motpol till den orotodoxa nationalekonomiska makroteorin.  
Keynesianismen mötte särskilt motstånd från den så kallade österrikiska och senare neoösterrikiska skolan, företrädd av bland andra Friedrich Hayek, samt från Milton Friedmans monetaristiska Chicagoskola. Dessa skolor kritiserade keynesiansk politik för dess fokus på statlig intervention och efterfrågestimulans. 
Med sin ekonomiska interventionism var Keynes varken socialist eller klassiskt liberal, utan socialliberal, tillika medlem av Liberal Party. 
Han var homosexuell och tillhörde det intellektuella kollektivet Bloomsburygruppen, där homosexualitet inte var ovanligt. Hans stora kärlek var konstnären Duncan Grant. Han hade också ett förhållande med författaren Lytton Strachey. Senare tog han avstånd från sina homosexuella bekantskaper. År 1918 träffade han den ryska ballerinan Lidija Lopuchova som han gifte sig med 1925.

## Biografi

### Uppväxt
Keynes föddes på 6 Harvey Road i Cambridge och var son till Florence Ada Brown, författare och samhällsreformator, och John Neville Keynes, universitetslektor i ekonomi vid Universitetet i Cambridge. Hans yngre bror Geoffrey Keynes (1887–1982) var kirurg och bibliofil och hans yngre syster Margaret (1890–1974) gifte sig med den nobelprisbelönade fysiologen Archibald Hill.
Keynes visade sig redan som ung vara en stor begåvning, framförallt i matematik. Han läste vid Eton College och 1902 blev han antagen vid King's College vid Universitetet i Cambridge.

### Första världskriget och mellankrigstiden
Under första världskriget arbetade Keynes som rådgivare till den brittiska regeringen. Efter kriget skrev han The Economic Consequences of the Peace. Där argumenterade han för att det krigsskadestånd som Tyskland ålagts att betala var fullständigt orealistiskt och skulle ruinera landets ekonomi. 

### "General Theory"
Mest känd är Keynes för boken Sysselsättningsproblemet: allmän teori för produktion, ränta och pengar (The General Theory of Employment, Interest and Money, även översatt med titeln Allmän teori om sysselsättning, ränta och pengar), som han publicerade 1936 och där han lägger grunden för keynesianismen. Med boken ville Keynes förklara den stora depressionen. Boken innehöll kritik mot den försiktiga ekonomiska politik - Treasury view - som de konservativt dominerade brittiska regeringarna drev på 1930-talet, då han ansåg att denna inte skulle råda bot på grundproblemet, arbetslösheten.
Huvudbudskapet i General Theory var följande:
1. Arbetslösheten i marknadsekonomin. Keynes menade att en marknadsekonomi aldrig kunde bli tillräckligt stabil för att kunna nå full sysselsättning. Tvärtom så menade han att en marknadsekonomi var så instabil att även om full sysselsättning skulle ernås så skulle den situationen inte bestå under någon längre tid. Den ohämmade marknadsekonomin skulle ofelbart från och till hamna i depression.
2. Orsakerna till arbetslösheten. En storskalig arbetslöshet är en effekt av för låg efterfrågan på varor och tjänster.
3. Statlig upphandling. För att komma till rätta med arbetslösheten måste staten aktivt gå in och finansiera upphandling av varor och tjänster. Orsakerna till den låga efterfrågan stod, enligt Keynes, främst att söka i det finansiella underskottet på marknaden. Detta kunde staten korrigera genom att öka sin upplåning.

### Bretton Woods-konferensen
John Maynard Keynes var Storbritanniens representant vid Bretton Woodskonferensen 1944 och den som tillsammans med Harry Dexter White utformade Bretton Woodssystemet, byggt på frihandel och fasta växelkurser. På konferensen lade Keynes fram idéer rörande en gemensam valuta, bancor, vilket dock inte vann gehör. Keynes vände sig också mot 21 av de 45 länder som bjudits in av USA till konferensen, då han inte såg någon poäng i att de deltog.

## Inflytande och kritik
Keynes teorier för offentlig stabiliseringspolitik vann stort inflytande och tillämpades mer eller mindre i hela västvärlden under de första decennierna efter andra världskriget.
Efter att USA under Richard Nixon 1971 dragit sig ur, avvecklades Bretton Woods-systemet samma år. De efterföljande 1970- och 1980-talens olje- och kostnadskriser medförde att keynesianismen successivt kom att överges till förmån för monetarism och avregleringar, främst i USA under Ronald Reagans presidentskap, och i Keynes hemland Storbritannien under Margaret Thatchers regering.
Keynes modell har blivit kritiserad för att utgå från antaganden från en tid då världsekonomin var i kraftig gungning, vilket skulle medföra att hans teorier inte stämmer överens med hur ekonomin senare utvecklade sig. Detta betyder dock inte att han gjorde en korrekt analys av det ekonomiska förhållandet under hans egen tid, har vissa hävdat.
Efter den internationella finanskrisen 2008 har Keynes idéer vunnit förnyat intresse.

## Stockholmsskolan
Keynes inspirerade en grupp ledande ekonomer i Sverige till att grunda den så kallade Stockholmsskolan. Namnet Stockholmsskolan lanserades av Bertil Ohlin i artikeln "Some notes on the Stockholm theory of savings and investment" i Economic Journal 1937. Detta skedde i direkt anknytning till Keynes publicering av "General Theory" året innan, och hade till syfte att väcka världens uppmärksamhet på de svenska forskningsresultaten inom ämnet. Ohlin och Gunnar Myrdal
var de två drivande krafterna i Stockholmsskolan, men även Dag Hammarskjöld var verksam inom gruppen. 
Keynes valdes in som ledamot av Kungliga Vetenskapsakademien 1924.
Till minnet av skolans femtioårsdag hölls en internationell konferens i Stockholm 1987. Föreläsningarna gavs av professor Lars Jonung ut i bokform, The Stockholm School of Economics revisited (Cambridge 1991).

## Eftermäle
Asteroiden 9917 Keynes är uppkallad efter honom.